# Al-Dschildaki

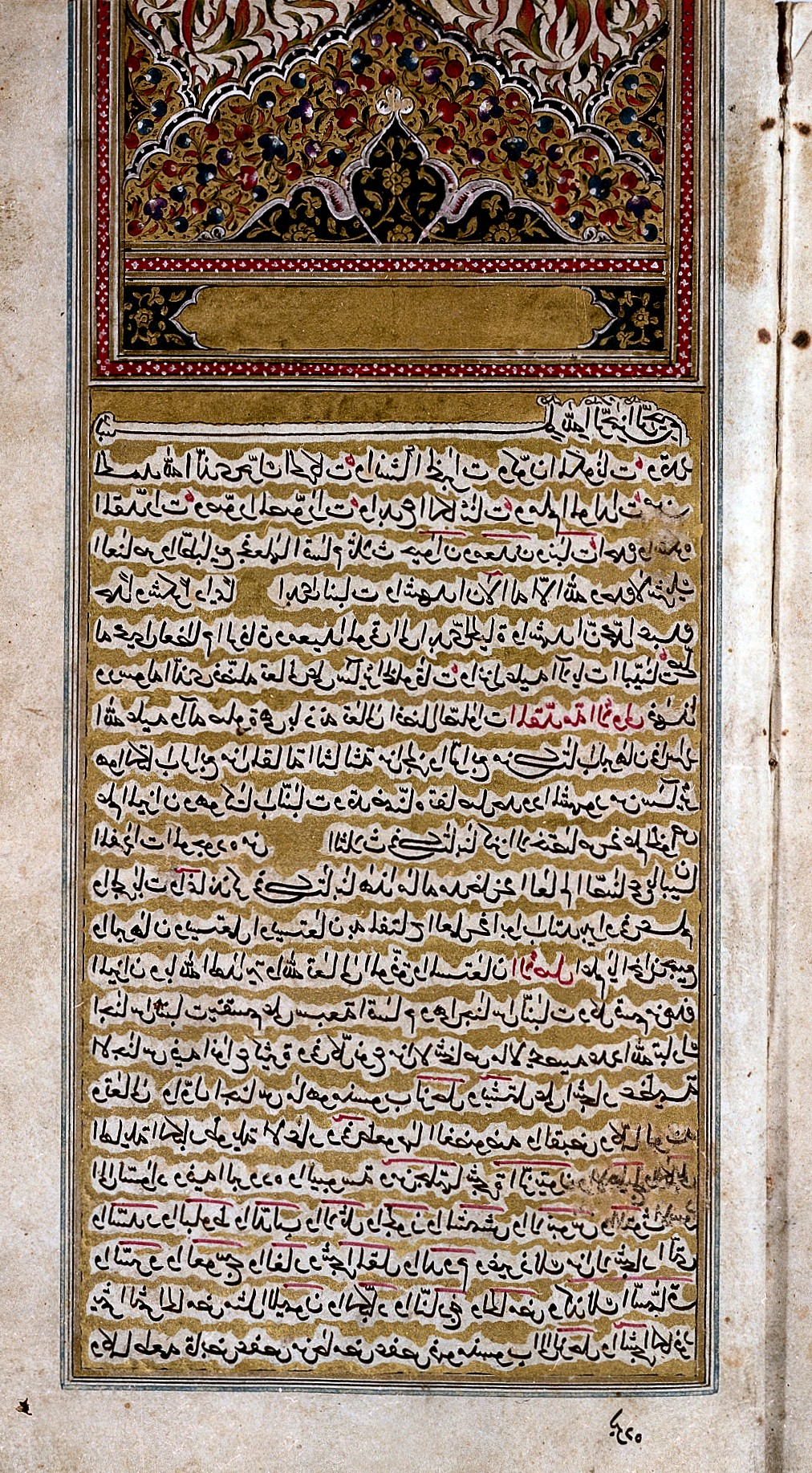
al-Dschildaki, Kitab al-Burhan

Al-Dschildaki, häufig auch al-Dschaldakī, mit vollem Namen Izz al-Din Aydamir al-Dschaldaki (englische Transkription Al-Jaldaki, häufig auch al-Jildakī; gestorben 1342 in Kairo), war ein persischer Alchemist. Er gilt als einer der bedeutendsten und auch letzten der Alchemisten des islamischen Mittelalters.

## Leben
Seinen Namenszusatz hat er von seiner Herkunft im Gebiet Dschaldak bei Maschhad in Chorasan.
Er war, wie er selbst angibt, 17 Jahre lang weitgereist in Nordafrika, Syrien, Irak, Ägypten, Kleinasien und Jemen. Von ihm sind viele Abhandlungen erhalten, in denen sich auch ausführliche Zitierungen älterer Autoren finden und die so auch eine wichtige Informationsquelle für die Geschichte der Chemie in der mittelalterlichen islamischen Welt sind. Der Vergleich mit erhaltenen Werken, auf die er Bezug nimmt, zeigt, dass er ein sorgfältiger Kopist war. Viele seiner Werke schrieb er in Kairo, wo er sich am Ende niederließ und auch starb.
Seinen Schriften nach besaß er selbst experimentelle Kenntnis der Alchemie und verteidigte die alchemische Umwandlung von Elementen gegen Avicenna. Neben Alchemie befasst er sich zum Beispiel mit der Klassifikation von Tieren, Pflanzen und Mineralien (wobei er Zuordnungen zu den sieben Planeten bei Metallen und anderen Objekten vornimmt), mit Magie, Pharmazie, Medizin und Astrologie. Nach Hill war er kein Autor großer Originalität und kommentierte hauptsächlich ältere Autoren.

## Schriften
- Kitab al-Burhan fi asrar 'ilm al-mizan (Beweis des Geheimnisses der Wissenschaft vom Gleichgewicht); es handelt von der Gleichgewichtstheorie der Schule von Dschābir ibn Hayyān, behandelt aber auch in enzyklopädischer Weise eine ganze Reihe von anderen Wissensgebieten, wie Theologie, Buchstabenmagie, Kosmologie, Philosophie, Physik, Astrologie.[2]
- Nihayat al-talab (Das Ende der Suche)
- al-Misbah fi Ilm al-Miftah (Schlüssel der Wissenschaften vom Licht)